# 卡拉漢 (加利福尼亞州)
卡拉漢（英語：Callahan）是位於美國加利福尼亞州錫斯基尤縣的一個非建制地區。該地的面積和人口皆未知。

## 地理
卡拉漢的座標為41°18′35″N 122°48′05″W / 41.30972°N 122.80139°W，而該地的平均海拔高度為960米（即3140英尺）。